# Пјер Алеман
Ричард Луис Пјер Алеман (Монпеље, 19. јануар 1882 — Отрвил, 24. мај 1956) био је француски фудбалер који је играо на позицији дефанзивца. Рођен је у Монпељеу, а умро у Отрвилу. Алеман је играо за Паси (пре 1900.), Франс (1900–1902), Расинг клуб Франс (1902–1909) и КАСГ Париз (1909–1914). Освојио је национални турнир 1907. са Расингом и био други 1900. са Франсом, 1902., 1903. и 1908. са Расингом.
За фудбалску репрезентацију Француске, Алеман је одиграо седам утакмица од 1905. до 1908. и освојио сребрну медаљу на Летњим олимпијским играма 1900. године.